# Summer Time Rendering
Summer Time Rendering (サマータイムレンダ?, Samā Taimu Renda) è un manga shōnen scritto e disegnato da Yasuki Tanaka, serializzato su Shōnen Jump+  di Shūeisha con cadenza settimanale, dal 23 ottobre 2017 al 1º febbraio 2021. In Italia la serie è stata concessa in licenza alla Star Comics, che ne ha pubblicato i volumi dal 19 giugno 2019 al 20 ottobre 2021.

## Trama
Il 22 luglio, Shinpei Ajiro, ragazzo di diciassette anni, ritorna dopo due anni a Hitogashima, la sua isola natale; là ritrova numerosi conoscenti, tutti riuniti per la morte della sua sorella adottiva, la diciassettenne Ushio Kofune. Il giorno stesso del funerale avvengono tuttavia alcuni strani eventi, che giungono persino a far dubitare Shinpei che il decesso di Ushio fosse stata – come inizialmente creduto – una morte accidentale per annegamento. Poco dopo aver provato a cercare qualche informazione in più sulla vicenda insieme a Mio, la sorella minore di Ushio, ed essersi recati in una zona isolata dell'isola, i due vengono uccisi da una misteriosa "copia" della stessa Mio. Il giorno dopo, Shinpei si ritrova però nuovamente a Hitogashima e rivive nuovamente il 22 luglio, per poi incontrare due giorni più tardi la stessa Ushio, in occasione della festa dell'Omiokuri; nella medesima giornata viene però nuovamente assassinato, insieme a numerosi altri abitanti dell'isola.
Il giovane ha comunque modo di ritornare al 22 luglio, e con l'aiuto dell'amico d'infanzia Sou Hishigata e di una misteriosa scrittrice che aveva già incontrato sul traghetto diretto verso l'isola, Ryunosuke Nagumo, scopre che dietro agli omicidi si cela un gruppo di esseri sovrannaturali, le Ombre, doppelgänger capaci di sostituirsi agli umani dopo averli uccisi e averne copiato il corpo, i sentimenti e la personalità; la stessa Ushio si rivela essere un'ombra, che tuttavia aveva cercato di salvare la sua controparte umana dalla morte. Shinpei è incerto sul comportamento da tenere con "Ushio", essendo da sempre segretamente innamorato di lei (e altrettanto segretamente ricambiato). Il gruppo scopre che le Ombre sono controllate dalla perfida Haine, con la quale peraltro Ryunosuke aveva anni prima stretto amicizia, prima che l'ombra – presa da un'incontrollabile fame – le uccidesse il fratello minore, senza sapere chi in realtà fosse.
Indagando e dopo ulteriori morti di Shinpei, il giovane scopre che il suo "potere" non è infinito: ogni volta che ritorna al 22 luglio, non ha infatti modo di modificare alcune sue azioni precedenti. Sou scopre inoltre che il padre, gestore della clinica dell'isola, si era accordato con Haine per nutrire le Ombre con i cadaveri che riusciva a procurarsi, anche con la complicità della sorella Tokiko: l'uomo aveva infatti fatto trasformare la moglie, malata terminale, in un'ombra, con lo scopo di mantenerla in vita. Dopo essere riusciti a "redimere" i due, e anche grazie alla collaborazione dell'ombra di Mio – precedentemente risparmiata per volere della stessa ragazza – Shinpei, "Ushio", Ryunosuke e Sou iniziano così a prepararsi per affrontare le Ombre ed evitare che esse distruggano l'intera isola.

## Personaggi
Shinpei Ajiro (網代 慎平?, Ajiro Shinpei)
Doppiato da: Natsuki Hanae (ed. giapponese), Lorenzo Crisci (ed. italiana)
Shinpei è un adolescente di buon cuore che viveva a Hitogashima con la famiglia Kofune dopo la morte dei suoi genitori, ma poco dopo si è trasferito a Tokyo per diventare indipendente. Il ritorno per partecipare al funerale di Ushio lo conduce lungo un sentiero di oscuri segreti sull'isola. Scopre la sua capacità di andare in loop temporale morendo.
Ushio Kofune (小舟 潮?, Kofune Ushio)
Doppiata da: Anna Nagase (ed. giapponese), Emanuela Ionica (ed. italiana)
La sorella maggiore di Mio e la sorella adottiva di Shinpei, di cui è innamorata. A differenza di Mio, Ushio è audace, sfacciata e irascibile, anche se questo la rende capace di agire rapidamente e di rispondere a situazioni improvvise. La si vede spesso indossare un costume da bagno scolastico.
Mio Kofune (小舟 澪?, Kofune Mio)
Doppiata da: Saho Shirasu (ed. giapponese), Vittoria Bartolomei (ed. italiana)
La sorella minore di Ushio che ha una cotta per Shinpei. A differenza di Ushio, Mio è timida e tranquilla. Ha una versione Ombra che è ricorrente fin dall'inizio della storia.
Hizuru Minakata (南方 ひづる?,  Minakata Hizuru) / Ryūnosuke Nagumo (南雲 竜之介?, Nagumo Ryūnosuke)
Doppiata da: Yōko Hikasa (ed. giapponese), Rossa Caputo (ed. italiana)
Una scrittrice di gialli dell'orrore, Hizuru è intelligente ed equilibrata, capace di fare deduzioni accurate e una pianificazione dettagliata. È anche una combattente addestrata e questa abilità è aggravata dal modo in cui i dati dell'Ombra di suo fratello gemello minore, Ryūnosuke, esistono in lei, permettendole di rilevare le Ombre e muoversi alla loro velocità anche se con molta tensione sul suo corpo.
Sou Hishigata (菱形 窓?, Hishigata Sō)
Doppiato da: Kensho Ono (ed. giapponese), Federico Campaiola (ed. italiana)
Il migliore amico di Shinpei sull'isola, ed è innamorato di Mio. È il figlio maggiore della famiglia Hishigata, che gestisce la clinica Hishigata sull'isola. Sou è di buon cuore, appassionato e si preoccupa profondamente della vita umana, desiderando essere un medico per salvare le persone. Si unisce a Shinpei nella lotta contro le Ombre.
Tokiko Hishigata (菱形 朱鷺子?, Hishigata Tokiko)
Doppiata da: Maki Kawase (ed. giapponese), Agnese Marteddu (ed. italiana)
La riservata sorella minore di Sou e amica intima di Mio.
Ginjiro Nezu (根津 銀次郎?, Nezu Ginjiro)
Doppiato da: Jin Urayama (ed. giapponese), Stefano Mondini (ed. italiana)
Un anziano cacciatore dell'isola e alleato di Hizuru contro il crescente conflitto sull'isola. Come Hizuru, è abile nell'uso delle armi da fuoco, essendo un cecchino di talento.
Masahito Karikiri (雁切 真砂人?, Karikiri Masahito) / Shidehiko Hishigata (菱形秀彦?, Hishigata Shidehiko)
Doppiato da: Katsuyuki Konishi (ed. giapponese), Federico Zanandrea (Karikiri), Stefano Thermes (Shide) (ed. italiana)
Il prete locale, che conosce Hizuru dalla sua infanzia. In realtà, è il fondatore del clan Hishigata di secoli fa, la prima ombra che Haine abbia mai creato e procreato, rendendolo un ibrido umano-ombra. Esso è in realtà vivo da oltre trecento anni e ha assistito alla venuta di Haine sull'isola. Masahito si rivela essere infine il marito di Haine, servendosi dei figli avuti da lei, ha fatto in modo di duplicare sempre la sua memoria in essi per avere sempre un corpo giovane e poter così vivere fino ai tempi moderni. All'inizio era una persona buona e amava molto Haine di cui si era innamorato, ma la paura della vecchiaia e di morire gli fecero perdere la ragione. L'amore di Haine si trasformò in una ossessione di servirsi di lei e poter finalmente ottenere l'immortalità. Si scopre infine che il vero corpo di Masahito è sopravvissuto per secoli fino ai tempi moderni, ma di essersi ridotto ormai solo a una mummia, riuscendo a mantenersi in vita tramite i corpi dei figli avuti da Haine che sono collegati al suo, potendoli usare come marionette.
Shiori Kobayakawa (小早川栞?, Kobayakawa Shiori)
Doppiata da: Rie Kugimiya (ed. giapponese), Sofia Fronzi (ed. italiana)
La giovane figlia della famiglia Kobayakawa che Ushio ha salvato dall'annegamento.
Hiruko / Haine (ヒルコ/ハイネ?, Hiruko)
Doppiata da: Misaki Kuno (ed. giapponese), Ilaria Pellicone (ed. italiana)
La dea dell'isola e la madre di tutte le ombre. Assume l'aspetto di una bambina.
Ryūnosuke Minakata (南方 竜之介?,  Minakata Ryūnosuke)
Doppiato da: Yuko Sanpei (ed. giapponese), Riccardo Suarez, Manuel Meli (da adulto) (ed. italiana)
Il fratello gemello minore di Hizuru, assassinato 14 anni prima. Attualmente abita nel corpo di sua sorella come una seconda personalità e si manifesta ogni volta che è necessario.
Tetsu Totsumura (凸村 哲?, Totsumura Tetsu)
Doppiato da: Yūji Ueda (ed. giapponese), Daniele Giuliani (ed. italiana)
L'ufficiale di polizia locale e unico dell'isola. Ha un forte debole per le donne.
Seidō Hishigata (菱形 青銅?, Hishigata Seidō)
Doppiato da: Akio Ōtsuka (ed. giapponese), Francesco Prando (ed. italiana)
È il padre di Sou e Tokiko, ed è il medico locale. In realtà si scopre essere colui che permise la sopravvivenza di Haine
Alan Kofune (小舟 アラン?, Kofune Aran)
Doppiato da: Tesshō Genda (ed. giapponese), Lucio Saccone (ed. italiana)
Il padre di Ushio e Mio, così come il padre adottivo di Shinpei. Possiede l’unica locanda attiva dell’isola.

## Media

### Manga
Summer Time Rendering è stato scritto e disegnato da Yasuki Tanaka, senza l'ausilio di assistenti; l'opera è stata serializzata dal 23 ottobre 2017 al 1º febbraio 2021 sulla rivista online Shōnen Jump+ di Shūeisha con cadenza settimanale, mentre è pubblicata in tankōbon a partire dal 2 febbraio 2018 con cadenza inizialmente quadrimestrale e poi, a partire dal secondo volume, bimestrale o trimestrale. In Italia la licenza della serie è stata concessa alla Edizioni Star Comics, che la pubblica a partire dal 19 giugno 2019 nella collana Techno; dal primo al terzo volume la cadenza è stata mensile, per poi divenire bimestrale.
Hitogashima, l'isola in cui è ambientata l'opera, in realtà non esiste; il luogo è tuttavia basato sulle isole di Tomogashima, nella prefettura di Wakayama, dalla quale l'autore proviene. Ulteriori modelli per l'ambientazione di Summer Time Rendering sono stati la città portuale di Kada, dalla quale parte il traghetto per Tomogashima, e l'isola di Ogi-jima; Tanaka ha infatti affermato: «sto disegnando questo manga riportando alla mente le salite, il panorama montano, la disposizione delle case e il porto (per realizzare quello dove arriva Shinpei), ma soprattutto l'atmosfera dell'isola». L'ambientazione e ulteriori elementi dell'opera sono stati elogiati da Kōhei Horikoshi, autore di My Hero Academia, che ha dichiarato: «Ho sempre imparato molte cose dal maestro Tanaka, e quest'opera in particolare ha davvero tantissimo da insegnare. Estate, campagna, sovrannaturale e ragazze… che mix!».

#### Volumi
| Nº | Titolo italiano Giapponese 「Kanji」 - Rōmaji | Data di prima pubblicazione             | Data di prima pubblicazione             |
| Nº | Titolo italiano Giapponese 「Kanji」 - Rōmaji | Giapponese                              | Italiano                                |
| 1  | Summer Time Rendering 1 - Trascinato a riva 「サマータイムレンダ 1 - 漂着」 - Samā Taimu Renda 1 - Hyōchaku                                        | 2 febbraio 2018 ISBN 978-4-08-881339-4  | 19 giugno 2019 ISBN 978-88-226-1474-2   |
| 2  | Summer Time Rendering 2 - Vortice 「サマータイムレンダ 2 - 渦」 - Samā Taimu Renda 2 - Uzu                                                         | 4 giugno 2018 ISBN 978-4-08-881554-1    | 17 luglio 2019 ISBN 978-88-226-1497-1   |
| 3  | Summer Time Rendering 3 - Risonanza orbitale 「サマータイムレンダ 3 - 軌道共鳴」 - Samā Taimu Renda 3 - Kidōkyōmei                                 | 4 settembre 2018 ISBN 978-4-08-881606-7 | 21 agosto 2019 ISBN 978-88-226-1475-9   |
| 4  | Summer Time Rendering 4 - Acerrimi nemici 「サマータイムレンダ 4 - 仇敵」 - Samā Taimu Renda 4 - Kyūteki                                           | 4 dicembre 2018 ISBN 978-4-08-881654-8  | 16 ottobre 2019 ISBN 978-88-226-1551-0  |
| 5  | Summer Time Rendering 5 - Memento 「サマータイムレンダ 5 - メメント」 - Samā Taimu Renda 5 - Memento                                               | 4 febbraio 2019 ISBN 978-4-08-881753-8  | 18 dicembre 2019 ISBN 978-88-226-1622-7 |
| 6  | Summer Time Rendering 6 - Notte di sangue 「サマータイムレンダ 6 - 血の夜」 - Samā Taimu Renda 6 - Chi no yoru                                     | 2 maggio 2019 ISBN 978-4-08-881837-5    | 19 febbraio 2020 ISBN 978-88-226-1701-9 |
| 7  | Summer Time Rendering 7 - To Be / Not to Be 「サマータイムレンダ 7 - To Be / Not to Be」 - Samā Taimu Renda 7 - To Be / Not to Be                  | 2 agosto 2019 ISBN 978-4-08-882024-8    | 17 giugno 2020 ISBN 978-88-226-1778-1   |
| 8  | Summer Time Rendering 8 - Light, Camera, Action 「サマータイムレンダ 8 - ライツ カメラ アクション」 - Samā Taimu Renda 8 - Raitsu, kamera, akushon | 4 ottobre 2019 ISBN 978-4-08-882126-9   | 19 agosto 2020 ISBN 978-88-226-1958-7   |
| 9  | Summer Time Rendering 9 - Faccia a faccia 「サマータイムレンダ 9 - 対面」 - Samā Taimu Renda 9 - Taimen                                            | 4 gennaio 2020 ISBN 978-4-08-882191-7   | 18 novembre 2020 ISBN 978-88-226-2039-2 |
| 10 | Summer Time Rendering 10 - Made in Black 「サマータイムレンダ 10 - メイド イン ブラック」 - Samā Taimu Renda 10 - Meido in burakku                 | 13 maggio 2020 ISBN 978-4-08-882291-4   | 17 febbraio 2021 ISBN 978-88-226-2120-7 |
| 11 | Summer Time Rendering 11 - All Is Not Lost 「サマータイムレンダ 11 - All Is Not Lost」 - Samā Taimu Renda 11 - All Is Not Lost                     | 4 agosto 2020 ISBN 978-4-08-882403-1    | 19 maggio 2021 ISBN 978-88-226-2318-8   |
| 12 | Summer Time Rendering 12 - Il ritorno 「サマータイムレンダ 12 - 帰還」 - Samā Taimu Renda 12 - Kikan                                               | 4 novembre 2020 ISBN 978-4-08-882513-7  | 14 luglio 2021 ISBN 978-88-226-2421-5   |
| 13 | Summer Time Rendering 13 - A casa 「サマータイムレンダ 13 - ただいま」 - Samā Taimu Renda 13 - Tadaima                                             | 2 aprile 2021 ISBN 978-4-08-882612-7    | 20 ottobre 2021 ISBN 978-88-226-2577-9  |

### Anime

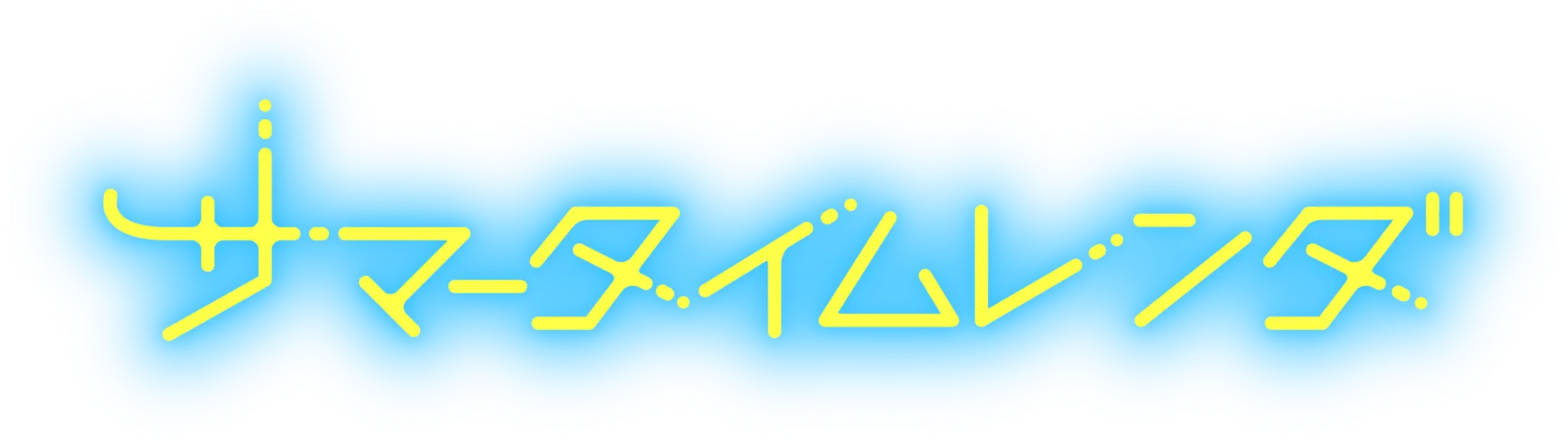
Logo della serie

Un adattamento anime è stato annunciato durante la pubblicazione del 139º e ultimo capitolo della serie uscito nel febbraio 2021. Successivamente venne confermato che sarebbe stata una serie televisiva di 25 episodi. È prodotta da OLM e diretta da Ayumu Watanabe, con Hiroshi Seko che supervisione la sceneggiatura, Miki Matsumoto che cura il character design e Kusanagi che si occupa della direzione artistica. Keiichi Okabe, Ryuichi Takada e Keigo Hoashi compongono invece la colonna sonora presso lo studio MONACA. È stato trasmesso in Giappone dal 15 aprile al 30 settembre 2022 su Tokyo MX, BS11 e Kansai TV. La prima sigla d'apertura è Hoshi ga oyogu cantata dai Macaroni Enpitsu mentre quella di chiusura è Kaika del gruppo cadode. La seconda doppia di sigle è Natsuyume Noisy (夏夢ノイジー?, Natsuyume Noijī) di Asaka (apertura) e Shitsuren Song takusan kiite naite bakari no watashi wa mō (失恋ソング沢山聴いて 泣いてばかりの私はもう。?, Shitsuren Songu takusan kiite naite bakari no watashi wa mō.) di Riria (chiusura).
La serie è stata distribuita globalmente da Disney+, tramite il marchio Star, con tutti gli episodi pubblicati a livello internazionale l'11 gennaio 2023 (eccetto negli USA dove viene distribuita su Hulu).

#### Episodi
| Nº | Titolo italiano Giapponese 「Kanji」 - Rōmaji                                                       | In onda           | In onda         |
| Nº | Titolo italiano Giapponese 「Kanji」 - Rōmaji                                                       | Giapponese        | Italiano        |
| 1  | Addio giorni d'estate 「さよなら夏の日」 - Sayonara natsu no hi                                     | 15 aprile 2022    | 11 gennaio 2023 |
| 2  | Ombra 「影」 - Kage                                                                                 | 22 aprile 2022    | 11 gennaio 2023 |
| 3  | Alla deriva 「漂着」 - Hyōchaku                                                                     | 29 aprile 2022    | 11 gennaio 2023 |
| 4  | Mai visto 「未視感」 - Jame Vu                                                                      | 6 maggio 2022     | 11 gennaio 2023 |
| 5  | Vortice 「渦」 - Uzu                                                                                | 13 maggio 2022    | 11 gennaio 2023 |
| 6  | Risonanza orbitale 「起動共鳴」 - Kidō kyōmei                                                       | 20 maggio 2022    | 11 gennaio 2023 |
| 7  | Nemico mortale 「仇敵」 - Kyūteki                                                                   | 27 maggio 2022    | 11 gennaio 2023 |
| 8  | Memento 「メメント」 - Memento                                                                      | 3 giugno 2022     | 11 gennaio 2023 |
| 9  | Sgorgate, lacrime 「流れよ我が涙」 - Nagareyo waga namida                                           | 10 giugno 2022    | 11 gennaio 2023 |
| 10 | Nell'oscurità 「闇の中へ」 - Yami no naka e                                                         | 17 giugno 2022    | 11 gennaio 2023 |
| 11 | Ora di cena 「食餌の時間」 - Shokuji no jikan                                                       | 24 giugno 2022    | 11 gennaio 2023 |
| 12 | Notte sanguinosa 「血の夜」 - Chi no yoru                                                           | 1º luglio 2022    | 11 gennaio 2023 |
| 13 | Amici 「トモダチ」 - Tomodachi                                                                      | 8 luglio 2022     | 11 gennaio 2023 |
| 14 | Essere / Non essere 「to be/not to be」                                                             | 15 luglio 2022    | 11 gennaio 2023 |
| 15 | Ciak, motore, azione 「ライツ カメラ アクション」 - Raitsu Kamera Akushon                           | 22 luglio 2022    | 11 gennaio 2023 |
| 16 | Originale 「オリジナル」 - Orijinaru                                                                | 29 luglio 2022    | 11 gennaio 2023 |
| 17 | Determinazione 「決断」 - Ketsudan                                                                  | 5 agosto 2022     | 11 gennaio 2023 |
| 18 | Faccia a faccia 「対面」 - Taimen                                                                   | 12 agosto 2022    | 11 gennaio 2023 |
| 19 | In nero 「メイドインブラック」 - Meido in Burakku                                                   | 19 agosto 2022    | 11 gennaio 2023 |
| 20 | (Non) Tutto è perduto 「All is (not) lost.」                                                        | 26 agosto 2022    | 11 gennaio 2023 |
| 21 | La giornata più lunga di Shinpei Ajiro 「網代慎平の一番長い日」 - Ajiro Shinpei no ichiban nagai hi | 2 settembre 2022  | 11 gennaio 2023 |
| 22 | Ritorno 「帰省」 - Hōmukamingu                                                                      | 9 settembre 2022  | 11 gennaio 2023 |
| 23 | La notte eterna 「常夜」 - Tokoyo                                                                   | 16 settembre 2022 | 11 gennaio 2023 |
| 24 | Summertime Re-Rendering 「サマータイムリレンダ」 - Samā Taimu Ri-Renda                              | 23 settembre 2022 | 11 gennaio 2023 |
| 25 | Ora sono a casa 「ただいま」 - Tadaima                                                              | 30 settembre 2022 | 11 gennaio 2023 |

### Live-action
Un adattamento live action è stato annunciato durante la pubblicazione del 139º e ultimo capitolo della serie uscito nel febbraio 2021.

### Escape room
Un'escape room è stata annunciata durante la pubblicazione del 139º e ultimo capitolo della serie uscito nel febbraio 2021.

## Accoglienza
Kōhei Horikoshi, autore di My Hero Academia ed ex assistente di Tanaka, fece dei commenti positivi riguardo alla serie di Summer Time Rendering.